# Bischofsgrüner Forst

Lage des Bischofsgrüner Forst im Landkreis Bayreuth

Der Bischofsgrüner Forst ist ein 27 km² großes gemeindefreies Gebiet und Gemarkung bei Bischofsgrün im oberfränkischen Landkreis Bayreuth. Der Amtliche Gemeindeschlüssel lautet 09472451.

## Gemarkung
Die Gemarkung Bischofsgrün hat eine Fläche von 27,001 km². Sie ist in 335 Flurstücke aufgeteilt, die eine durchschnittliche Flurstücksfläche von 80601,34 m² haben. Sie umschließt die Gemarkung Bischofsgrün. Benachbarte Gemarkungen sind im Westen Bärnreuth, Gefrees, Metzlersreuth, Wülfersreuth, im Norden Kornbach, im Nordosten Weißenstadter Forst-Süd, im Osten Neubauer Forst-Nord und im Süden Fichtelberg, Goldkronacher Forst, Warmensteinacher Forst-Nord.

## Schutzgebiete (Geotope)
- Proterobas-Brüche am Ochsenkopf (Geotop-Nummer 472A003).
- Haberstein am Schneeberg östlich von Bischofsgrün (Geotop-Nummer 472R014)
- Weißmainquelle südöstlich von Bischofsgrün (Geotop-Nummer 472Q003)
- Opferwanne bei Karches (Geotop-Nummer 472R006)
- Goethefelsen am Ochsenkopf (Geotop-Nummer 472R004)
- Hügelfelsen östlich von Bischofsgrün (Geotop-Nummer 472R006)
- Wetzsteinfelsen (Geotop-Nummer 472R158)
- Eisenglimmer-Bergwerk Beständigkeit ostsüdöstlich von Bischofsgrün (Geotop-Nummer 472G007)